# ボニファーツィオ・ヴェロネーゼ
ボニファーツィオ・ヴェロネーゼとして知られるボニファーツィオ・デ・ピタティ（Bonifazio Veronese、本名:Bonifazio de' Pitati、1487年 - 1553年10月19日）はイタリアの画家である。ヴェローナの出身で、主にヴェネツィアで画家として活動した。

## 生涯
ボニファーツィオ・ヴェロネーゼはヴェローナでおそらく軍人の息子に生まれ、少なくとも1502年まではヴェローナに住んでいた。ヴェネツィアに移ってきた年について明確な資料はないが1510年から1515年の間には、パルマ・イル・ヴェッキオの弟子になっていたとされ、1528年にパルマ・イル・ヴェッキオが亡くなった後、師匠の残した仕事を完成させて報酬を受け取ったとする記録がある。ヴェネツィアの教会から仕事を受け、1530年にヴェネツィアの画家組合に親方として入会を許された。1531年にティツィアーノ・ヴェチェッリオとロレンツォ・ロットとともに理事を務めた。主に宗教画を描いて成功し、大きな工房を運営した。弟子にはヤコポ・バッサーノらがいる。